# مارك مورغان (مغني)
مارك مورغان (1962 - 2020)، هو مغني وكاتب أغاني بلجيكي. توفي يوم 10 يناير 2020

## روابط خارجية
- مارك مورغان على موقع ميوزك برينز (الإنجليزية)
- مارك مورغان على موقع ميوزك برينز (الإنجليزية)
- مارك مورغان على موقع ديسكوغز (الإنجليزية)